# Ciklononan
Ciklononan je aliciklični ugljovodonik koji se sastoji od prstena sa devet atoma ugljenika. Njegova molekulska formula je , a empirijska formula je (2)9.